# Culgaith
Culgaith – wieś i civil parish w Anglii, w Kumbrii, w dystrykcie (unitary authority) Westmorland and Furness. Leży 35 km na południowy wschód od miasta Carlisle i 386 km na północny zachód od Londynu. W 2011 roku civil parish liczyła 826 mieszkańców. W obszar civil parish wchodzą także Blencarn, Kirkland i Skirwith.